# Esquíroz (Galar)
Pour les articles homonymes, voir Ezkirotz.
Esquíroz en espagnol ou Ezkirotz en basque est un village situé dans la municipalité de Galar dans la communauté forale de Navarre, en Espagne. Il est doté du statut de concejo.
Esquíroz est situé dans la zone linguistique mixte de Navarre.